# Tayloria amaniensis
Tayloria amaniensis é uma espécie de gastrópode  da família Streptaxidae.
É endémica da Tanzânia.